# I veleni dei Gonzaga
I veleni dei Gonzaga è un film per la televisione del 1984 diretto da Vittorio De Sisti.

## Trama
Nel 1530, Carlo V d'Asburgo si reca a Bologna con tutto il suo seguito per essere incoronato imperatore da papa Clemente VII nella Basilica di San Petronio, dato che Roma risente ancora delle devastazioni dei Lanzichenecchi di tre anni prima. Tra i nobili convenuti a porgere i loro omaggi vi è il marchese di Mantova Federico II Gonzaga, donnaiolo e ambizioso, che aspira a ottenere dall'imperatore il titolo ducale. Questo  gli viene promesso a patto di sposare Giulia d'Aragona, zia dell'imperatore più vecchia di lui. Il marchese è poco allettato da tale impegno, e sua madre Isabella d'Este lo è ancor meno, ma di fronte alla prospettiva di diventare duca accetta e ospita Carlo V a Mantova per suggellare il patto; prima però si fa annullare dal papa il matrimonio con Maria Paleologa, figlia del precedente marchese del Monferrato Guglielmo IX, che non era stato consumato a causa della giovane età dei contraenti.
La morte del marchese monferrino Bonifacio IV cambia improvvisamente la situazione: su suggerimento di sua madre, allettata dalla prospettiva di controllare la posizione strategica del Monferrato, Federico chiede di al papa di convalidare il suo matrimonio con Maria, ritirando l'annullamento, mentre Giulia va in sposa a Giangiorgio Paleologo, il nuovo marchese che è zio di Maria. La giovane Paleologa muore però dopo pochi giorni, forse avvelenata: il duca sposa quindi la sorella Margherita e diventa il nuovo marchese del Monferrato dopo la morte di Giangiorgio, rimasto senza discendenza legittima.

## Riprese
Il film è stato girato per lo più in autentiche residenze gonzaghesche, tra cui il Palazzo Te e il Palazzo Ducale di Mantova.

## Distribuzione
Il film è andato in onda su Rai 1 per la prima volta nel 1985 ed è stato replicato nel 1990 in occasione della grande mostra su Giulio Romano allestita a Mantova in quel periodo.